# Thuiaria hippuris
Thuiaria hippuris is een hydroïdpoliep uit de familie Sertulariidae. De poliep komt uit het geslacht Thuiaria. Thuiaria hippuris werd in 1874 voor het eerst wetenschappelijk beschreven door Allman. 